# Захумлие
Захълмието (на сръбски: Захумље) е историко-географска област, разположена по източното крайбрежие на Адриатическо море, между устието на Неретва и Дубровник, включваща части от Далмация и днешна Херцеговина.